# 第83独立空中襲撃旅団 (ロシア空挺軍)
第83独立親衛空中襲撃旅団（ロシア語: 83-я отдельная гвардейская десантно-штурмовая бригада、略称83 одшбр）は、ロシア空挺軍の旅団。
東部軍管区隷下。

## 歴史
- 1986年11月29日：ポーランド、ビャロガルドにおいて、第6親衛自動車化狙撃師団第126独立偵察大隊に基づき、西部方面総司令部直轄の第83独立空中襲撃旅団編成。編成後は、スィプニェヴォに駐屯。
- 1990年：空挺軍に編入。
- 1990年7月：沿海地方ウスリースクに移動。
- 1996年2月1日：極東軍管区直轄部隊となる。
- 1996年：配下の大隊に独立の番号が付与される。
- 時期不明：第1次チェチェン戦争に混成部隊を派遣。
- 2002年：2個中隊が海軍歩兵と共同演習。
- 2004年：「機動-2004」演習に参加。
- 2005年：1個中隊がサハリン、1個中隊がアムール州での演習に参加。
- 2005年：2個大隊が契約制（志願制）に移行。
- 2006年8月：増強1個中隊がAn-12から降下。
- 2006年秋：極東軍管区最良の部隊と認められ、軍管区軍事会議の持ち回り軍旗を授与される。
- 2013年11月：再び空挺軍の隷下とされた[1]。
- 2015年3月：「親衛」の称号が与えられる。

## 編制
- 旅団司令部
- 第598独立空中襲撃大隊
- 第635独立空中襲撃大隊
- 第654独立空中襲撃大隊
- 第9独立親衛榴弾砲大隊
- 高射ミサイル中隊：ZU-23、GAZ-66装備
- 偵察中隊
- 通信中隊
- 工兵中隊
- 修理中隊
- 物資保障中隊
- 衛生中隊

## 装備
- 122mm榴弾砲D-30 x18
- 120mm迫撃砲2S12「サニ」 x18
- ZU-23-2 x8

## 歴代旅団長
| 職名   | 就任年      | 氏名                         | 階級 |
| ------ | ----------- | ---------------------------- | ---- |
| 旅団長 | -           | ウラジーミル・ボロダフキン   | 少将 |
| 旅団長 | -           | ワレーリー・スコプキン       | 大佐 |
| 旅団長 | -           | ウラジーミル・カザンツェフ   | 大佐 |
| 旅団長 | -           | アレクサンドル・トルマチェフ | 大佐 |
| 旅団長 | -           | アレクサンドル・イワノフ     | 大佐 |
| 旅団長 | -           | ユーリー・ヴォリャニノフ     | 大佐 |
| 旅団長 | 2005年4月 - | エフゲニー・ニキフォロフ     | 大佐 |